# Ed McMahon
Edward Leo Peter „Ed” McMahon Jr. (ur. 6 marca 1923 w Detroit, zm. 23 czerwca 2009 w Los Angeles) – amerykański komik, aktor, prezenter telewizyjny, w latach 1962–1992 pomocnik Johnny’ego Carsona w jego programie The Tonight Show. Po rozstaniu z programem Carsona występował także w telewizyjnym show Star Search.

## Życiorys
Urodził się w Detroit, w Michigan jako syn Eleanor i Edwarda McMahonów. Jego ojciec był na pół etatu hydraulikiem i artystą, którego praca na obu polach sprawiała, że rodzina często przeprowadzała się. Uczęszczał do 15 szkół w Detroit, New Jersey, Nowym Jorku i Massachusetts. W wielu 15 lat McMahon po raz pierwszy pojawił się przed mikrofonem jako „rozmówca” na meczu bingo w Mexico w Maine. Potem przez trzy pracował na targach stanowych i karnawałach jako spiker i sprzedawał szatkownice do warzyw na promenadzie w Atlantic City w New Jersey. W latach 1940–1941 uczył się w Boston College w Bostonie w Massachusetts. Następnie pracował jako specjalista od wszystkiego w stacji radiowej Lowell w Massachusetts. Był instruktorem i pilotem testowym podczas II wojny światowej, w latach 1941–1966 brał udział w 85 misjach bojowych w czasie wojny koreańskiej. Pracował jako handlarz sprzedający drobne artykuły na targu lub na ulicy, by opłacić czesne na studiach na wydziale dramatu i mowy na Katolickim Uniwersytecie Ameryki w północno-wschodniej części Waszyngtonu. W 1949 ukończył studia.
W 1950 zadebiutował w telewizji jako klaun w programie CBS The Big Top. W 1959 McMahon został zatrudniony jako spiker w programie ABC Who Do You Trust?, dziennym quizie prowadzonym przez Johnny’ego Carsona. Kiedy Carson zastąpił Jacka Paara w programie NBC Tonight Show, zabrał ze sobą McMahona; obaj pozostali z Tonight aż do przejścia na emeryturę Carsona w 1992. Sam MacMahon kontynuował występy komercyjne w wielu produkcjach telewizyjnych, w tym The Music Man. W 1966 zastąpił Alana Kinga i występował na Broadwayu jako dr Jack Kingsley w spektaklu The Impossible Years. Grał proste role drugoplanowe w takich filmach jak dramat sensacyjny Larry’ego Peerce’a Incydent (The Incident, 1967) z Martinem Sheenem czy blaxploitacyjny dramat kryminalny Slaughter’s Big Rip-Off (1973) z Jimem Brownem. W 1983 zdobył Złotą Malinę dla najgorszego drugoplanowego aktora za rolę Pana Gillespie w kontrowersyjnej ekranizacji powieści Jamesa M. Caina Motyl (Butterfly, 1982) u boku Pii Zadory, Stacy’ego Keacha i Orsona Wellesa. Był gospodarzem popularnego telewizyjnego konkursu talentów. W 2009 wziął udział w reklamie Cash4Gold Super Bowl obok MC Hammera.

## Wybrana filmografia
- 1977: Dick i Jane (Fun with Dick and Jane) jako  Charlie Blanchard
- 1977: Ostatni film o Legii Cudzoziemskiej (The Last Remake of Beau Geste) jako Arab Horseman
- 1989: Pełna chata (Full House) w roli samego siebie
- 1994: Prawo Burke’a (Burke’s Law) jako Big Hank Whittaker
- 1997: Krowa i Kurczak (Cow & Chicken) jako Eugene Oregon (głos)
- 1997: Bobry w akcji (The Angry Beavers) jako spiker (głos)
- 1998: Simpsonowie (Simpsons) w roli samego siebie (głos)
- 1998: Słoneczny patrol (Baywatch) jako Sean
- 1998: A teraz Susan w roli samego siebie
- 1999: Sabrina, nastoletnia czarownica w roli samego siebie
- 2000: Ja się zastrzelę w roli samego siebie
- 2001: Asy z klasy w roli samego siebie
- 2003: Kaczor Dodgers (Duck Dodgers) w roli samego siebie (głos)
- 2005: Czarownica (Bewitched) w roli samego siebie
- 2005: Prognoza na życie (The Weatherman) w roli samego siebie
- 2005: Hoży doktorzy w roli samego siebie